# Alessandro Marcello
Alessandro Ignazio Marcello (ur. 1 lutego 1673 w Wenecji, zm. 19 czerwca 1747 tamże) – włoski kompozytor okresu baroku.
Był weneckim szlachcicem. Poza muzyką zajmował się też poezją, filozofią i matematyką.
Skomponował wiele koncertów, w tym 6 koncertów na obój zatytułowanych La Cetra. 
Komponował wiele pod pseudonimem Eterio Stinfalico, którego używał również jako członek prestiżowej Akademii Arkadyjskiej.
Jego doskonała pozycja finansowa nie zmuszała go do zarabiania na swej muzyce. Zasadniczym celem komponowania były koncerty w jego domu Palazzo Marcello, w których brali udział zaproszeni arystokraci. Ponieważ nie byli oni profesjonalnymi muzykami, Marcello unikał skomplikowania technicznego i muzycznej wirtuozerii; niemniej jednak jego utwory do dziś są dostępne wyłącznie dla bardzo wprawnych wykonawców. Pod względem estetycznym kompozycje Marcella należą do najwyższej klasy dzieł powstałych w epoce późnego baroku włoskiego.
Brat Alessandra Benedetto Marcello również był kompozytorem.